# Uwe Rahn
Uwe Rahn (* 21. květen 1962, Mannheim) je bývalý německý fotbalista, který reprezentoval Západní Německo. Hrával na pozici útočníka.
S německou reprezentací získal stříbrnou medaili na mistrovství světa v Mexiku roku 1986 (na šampionátu ovšem nenastoupil, byl jen nominován. Hrál na olympijských hrách v Los Angeles roku 1984. Celkem za národní tým odehrál 14 utkání a vstřelil 5 gólů.
V sezóně 1986/87 byl nejlepším střelcem německé Bundesligy.
Roku 1987 byl vyhlášen německým fotbalistou roku.